# وانکا (فیلم)
وانکا (انگلیسی: Wonka) فیلم فانتزی موزیکال محصول ۲۰۲۳ به کارگردانی پل کینگ است که فیلم‌نامه را مشترکاً به همراه سایمن فارنابی نوشت. این فیلم داستان پیدایش ویلی وانکا، شخصیت رمان چاپ ۱۹۶۴ چارلی و کارخانه شکلات‌سازی اثر رولد دال را روایت می‌کند و روزهای نخستش به‌عنوان شکلات‌ساز را به تصویر می‌کشد. تیموتی شالامی نقش اصلی ویلی وانکا را ایفا می‌کند و دیگر بازیگران شامل کالاه لین، کیگان-مایکل کی، پترسون جوزف، مت لوکاس، متیو بینتون، سالی هاوکینز، روآن اتکینسون، جیم کارتر، الیویا کلمن و هیو گرانت می‌شوند. پس از ویلی وانکا و کارخانه شکلات‌سازی (۱۹۷۱) و چارلی و کارخانه شکلات‌سازی (۲۰۰۵)، این سومین فیلم لایواکشن بر پایهٔ رمان دال به‌شمار می‌رود.
ساخت فیلم پس از اینکه برادران وارنر پیکچرز (که پیش‌تر اقتباس خود از این رمان را در سال ۲۰۰۵ منتشر کرده بود) حق مالکیت شخصیت اصلی را در اکتبر ۲۰۱۶ به‌دست‌آورد، آغاز شد. برادران وارنر اعلام کرد کرد که این فیلم پیش‌درآمدی بر اقتباس سینمایی سال ۱۹۷۱ خواهد بود که در ابتدا توسط پارامونت پیکچرز توزیع شد و سپس متعلق به وارنر بود. در مهٔ ۲۰۲۱ حضور شالامی در نقش وانکا تأیید شد و بازیگران مکمل در سپتامبر همان سال معرفی شدند. تصویربرداری اصلی از سپتامبر ۲۰۲۱ در بریتانیا آغاز شد. سکانس‌ها در دسامبر و فوریهٔ سال بعد در آکسفورد فیلم‌برداری شدند. ترانه‌های اصلی این فیلم به‌دست نیل هانون ساخته شده‌است، در حالی که نُت‌نوشت اصلی آن به‌دست جوبی تالبوت آهنگسازی شده‌است.
وانکا در ۲۸ نوامبر ۲۰۲۳ در سالن رویال فستیوالِ لندن به نمایش درآمد و در ۸ دسامبر همان سال در بریتانیا و در ۱۵ دسامبر در ایالات متحده منتشر شد. این فیلم بیش از ۶۳۲ میلیون دلار در سطح جهانی فروش داشت و نظرات عموماً مثبتی از سوی منتقدان دریافت کرد. وانکا نامزد جایزهٔ بفتا در رشتهٔ فیلم بریتانیایی ممتاز و شالامی هم برای اجرایش نامزد جایزه گلدن گلوب بهترین بازیگر مرد – فیلم موزیکال یا کمدی شد.

## بازیگران
- تیموتی شالامی در نقش ویلی وانکا
- کیگان-مایکل کی
- سالی هاوکینز
- روآن اتکینسون
- الیویا کلمن
- جیم کارتر
- متیو بینتون
- تام دیویس
- سایمن فارنابی
- ریچ فالچر
- کوبنا هولدبروک-اسمیت
- پترسون جوزف
- کلاه لین
- مت لوکاس
- کالین اوبراین
- ناتاشا راث‌ول
- ریکی تکرار
- الی وایت

## بازخورد
در وبگاه جمع‌آوری نقد راتن تومیتوز، ٪۸۳ از ۱۸۳ بررسی منتقدان مثبت است و میانگینِ امتیاز آن ۷٫۳/۱۰ است. اجماع این وبگاه چنین می‌نویسد: «با کارگردان پل کینگ در راسِ کار و چند ترانهٔ جدید قویِ حاضر و آماده، وانکای کهنه‌نگر تحریف بسیار مناسبی را به این شخصیت کلاسیک می‌دهد و در عین حال فضایی را برای ته‌مایه‌های تاریک‌تر منبع اصلی بر جا می‌گذارد.» این فیلم در متاکریتیک که از میانگین وزنی استفاده می‌کند، بر اساس نظر ۵۵ منتقدین امتیاز ۶۵ از ۱۰۰ را کسب کرده که نشان‌گر «نقدهای عموماً مطلوب» است.